# Tour ENGIE
O Tour ENGIE (conhecido como Tour T1 e como GDF Suez) é um arranha-céu de escritórios em Courbevoie, em La Défense, o distrito comercial da área metropolitana de Paris.
A construção desta torre começou em 2005 e terminou em 2008. Com uma altura de 185 metros, em 2016 é o sexto edifício mais alto da França.
Projetado pelo escritório de arquitetura Valode et Pistre, tem o formato de uma folha dobrada ao meio, lembrando uma vela levada pelo vento. A fachada sul da torre é estritamente vertical (em direção a La Défense), enquanto no lado norte a fachada desce gradualmente em direção a Courbevoie, garantindo assim uma transição com a cidade baixa.
É totalmente alugado pela Engie (anteriormente GDF Suez), que se mudou para a torre em 2010.